# La Vida de Adán y Eva
La Vida de Adán y Eva, también conocida, en su versión griega, como el Apocalipsis de Moisés (en griego: Αποκάλυψις Μωυσέως: , Apokalypsis Mōusoōs; hebreo: ספר אדם וחוה), es un grupo de escrituras apócrifas judías. Recuenta la vida de Adán y Eva de después de su expulsión del Jardín del Eden hasta sus muertes. Proporciona más detalles sobre la Caída de Hombre, incluyendo la versión de Eva de la historia. Satanás explica que se rebeló cuando Dios le ordenó que se inclinara ante Adán. Después de la muerte de Adán, a él y todos sus descendientes se les promete la resurrección. 
Las versiones antiguas de La Vida de Adán y Eva son: el Apocalipsis de Moisés (griego), la Vida de Adán y Eva (latín), la Vida de Adam y Eve (eslavo), la Penitencia de Adán (armenio), el Libro de Adán (georgiano), y uno o dos versiones coptas fragmentarias. Estos textos son usualmente nombrados como Literatura primaria de Adán para distinguirlos de los textos relacionados posteriores, tales como la Cueva de Tesoros que incluye lo que parece ser extractos.
Entre ellos difieren mucho tanto en longitud como en redacción, pero en la mayor parte aparecen como derivados de una sola fuente que no ha sobrevivido,: 251  Cada versión contiene algún material único, así como variaciones y omisiones.
Mientras las versiones sobrevivientes fueron compuestas desde principios del siglo III hasta el V d. C.,: 252  las unidades literarias de la obra son consideradas más antiguas y predominantemente de origen judío. Existe un amplio acuerdo [por quien?] de que el original fue compuesto en un idioma semítico: 251  en el siglo I d. C.: 252 

## Temas

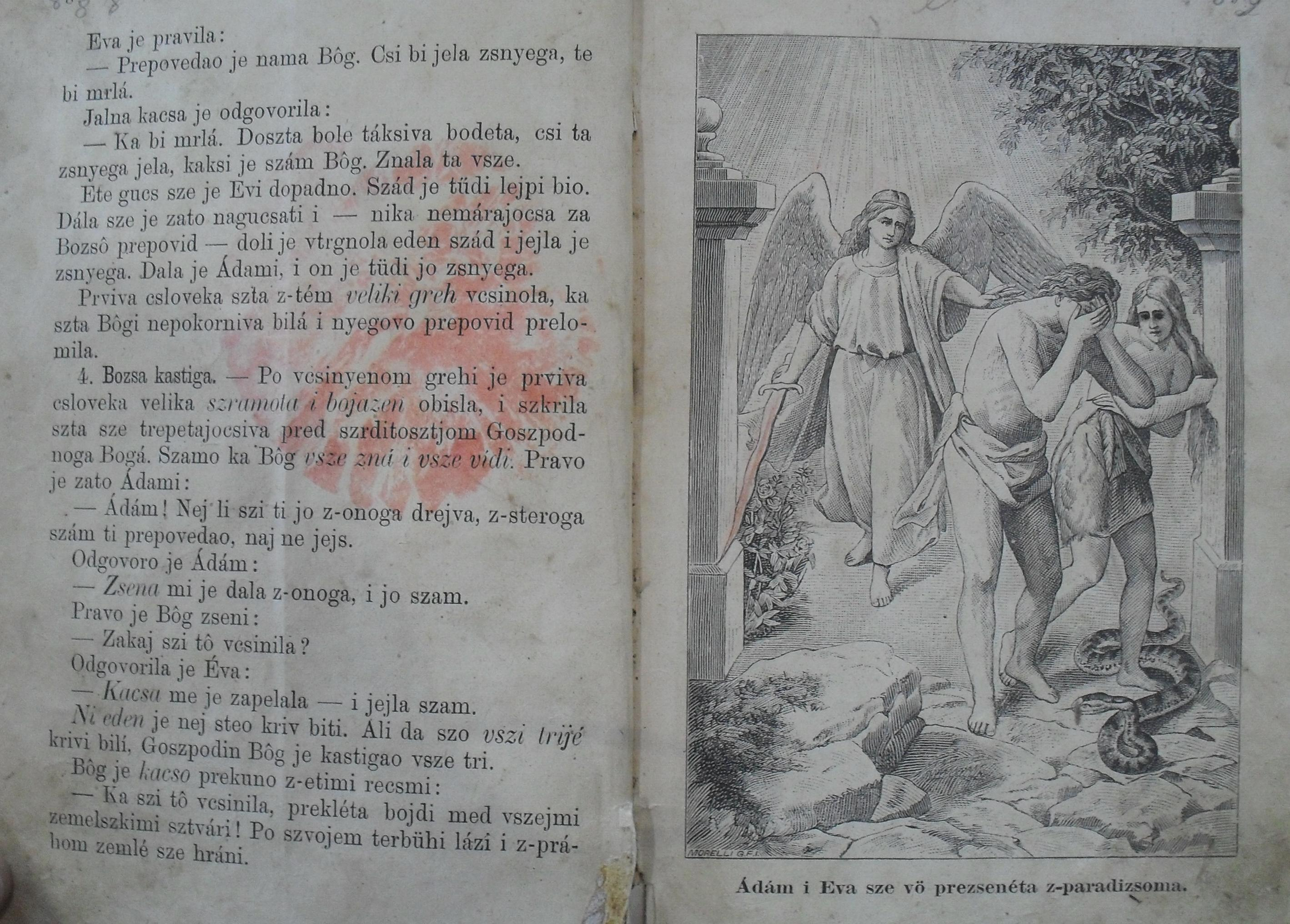
"La Expulsión de Adán y Eva del Edén" cuadro de [sl] (Biblia Pequeña con cuadros) por Péter Kollár (1897).

El principal tema teológico en estos textos es sobre las consecuencias de la Caída de Hombre, del cual se mencionan las enfermedades y la muerte. Otros temas incluyen la exaltación de Adam en el Jardín, la caída de Satanás, la unción con el aceite del Árbol de Vida, y una combinación de majestuosidad y antropomorfismo en la figura de Dios, que involucran numerosos merkabahs y otros detalles que muestran una relación con el segundo libro de Enoc. La idea de resurrección de los muertos está presente y a Adán se le dice que el hijo de Dios, Cristo, vendrá en ese tiempo para ungir a todos los que creen en él con el Aceite de la Misericordia, un hecho que ha llevado a varios académicos a pensar que parte del texto es de origen cristiano. [búsqueda original? La Vida de Adán y Eva es también importante en el estudio de las tempranas tradiciones de Set.
Paralelismos interesantes pueden ser encontrados con algunos pasajes del Nuevo Testamento, como la mención del Árbol de Vida en Apocalipsis 22:2. Los parecidos más llamativos se dan con ideas en la Segunda epístola a los corintios: Eva como la fuente de pecado (11:14 11:3), Satan disfrazado como un ángel de luz (12:2 11:14), la ubicación del paraíso en el Tercer Cielo (2 Corintios 12:2). Además, hay paralelismos entre los cuarenta días de Cristo en el desierto y los cuarenta días de Adán y Eva en los ríos. Ninguna relación directa puede ser determinada entre el Nuevo Testamento y la La Vida de Adán y Eva, pero las semejanzas sugieren que Pablo el Apóstol y el autor del Segundo Libro de Enoc fueron contemporáneos cercanos al autor original de esta obra y se movían en el mismo círculo de ideas. El tema de la muerte es también central en el texto. Mientras Adán agoniza, Set pregunta qué significa estar enfermo, ya que no tiene ningún concepto de eso. Adán tiene que explicar a sus hijos los que estar muriendo y lo que la muerte significa, y que hacer con su cuerpo cuando él muera.

## Apocalipsis de Moisés (versión griega de La Vida de Adán y Eva)
El Apocalipsis de Moisés (literalmente, la Revelación de Moisés) es el nombre habitual para la versión griega de La Vida de Adán y Eva. Este título le fue dado por Tischendorf, su primer editor, y retomado por otros. En el texto, se hace referencia a Moisés sólo en la primera oración como el profeta al cual la historia fue revelada. El Apocalipsis de Moisés (que no debe ser confundido con la Asunción de Moisés) se considera de fechas anteriores a la versión latina de La Vida de Adán y Eva.
Tischendorf utilizó cuatro manuscritos para su edición: manuscritos A, B, C, y D. Durante el siglo XX muchos otros manuscritos han sido encontrados, de los cuales E1 y E2, que son similares a la versión armenia, merecen una mención especial.

### Contenido
- Después de ser desterrado del Jardín del Edén, Adán y Eva van al este y viven allí por dieciocho años y dos meses. Eva da a luz a Caín y Abel. Eva sueña que Caín bebe la sangre de Abel, pero que luego salió de su boca. Caín mata a Abel. Miguel promete a Adán un nuevo hijo, y nace Set en lugar de Abel. (capítulos 1–4)
- Adán engendra otros 30 hijos y 30 hijas. Cuando Adán cae enfermo y está adolorido, todos sus hijos e hijas van a él, y les cuenta brevemente la historia de la Caída. Set y Eva viajan a las puertas del Jardín para suplicar un poco del aceite del árbol de la misericordia (es decir. del Árbol de la Vida). En el camino Set es atacado y mordido por una bestia salvaje, que se va cuando se lo ordena Set. Miguel rechaza darles el aceite en ese tiempo, pero promete dárselos al final de los tiempos, cuando toda la carne resucite, las delicias del paraíso les serán dadas a la gente santa y Dios estará en medio de ellos. A su regreso, Adán le dice a Eva: "Qué has hecho? Tú has traído sobre nosotros una gran ira que es muerte." (capítulos 5–14)
- Eva cuenta a sus hijos e hijas la historia de la Caída desde su punto de vista:
  - En el Jardín, está separada de Adán: se queda con los animales hembra y Adán con los machos. El diablo persuade a la culebra macho para rebelarse en contra de Adán y su mujer: en la hora en que los ángeles suben a adorar al Señor, Satanás se disfraza como un ángel y le habla a Eva utilizando la boca de la serpiente. La serpiente seduce a Eva, quién jura dar a comer la fruta a Adán también. Los serpiente coloca en la fruta el veneno de su maldad, que es la lujuria. Cuando Eva la come, descubre que está desnuda. Todos los árboles del Jardín pierden sus hojas. Sólo una higuera, la planta de la que comió, todavía tiene hojas, y ella esconde su vergüenza con sus hojas. Eva busca a Adán y lo engaña: también él come la fruta prohibida. (Capítulos 15–21)
  - Miguel suena una trompeta, y Dios ingresa al Jardín montado en el carruaje de sus querubines, precedido por los ángeles. Su trono es colocado donde el Árbol de Vida está, y todos los árboles empiezan a florecer. Llama a Adán, quién se escondió porque estaba desnudo, y reprocha a Adán, a Eva y a la serpiente (el orden de los reproches es opuesto al del Genesis). Cuando los ángeles están llevando a Adán fuera de paraíso, pide que se le permita implorar a Dios, diciendo: "Porque solo yo he pecado." Suplica a Dios para que se le deje comer del Árbol de la Vida. Dios rechaza darle la fruta de la inmortalidad, pero promete, que si Adán se mantiene alejado de toda maldad, levantarlo en el último día y darle la fruta. Antes de ser expulsado, a Adán se le permite tomar especias dulces (para ofrecer sacrificios) y semillas para su comida. (capítulos 22–30)
- Adán yace enfermo y predice que Eva morirá poco después. Le pide a Eva que ore, porque no saben si Dios está enojado con ellos o es piadoso.  Mientras Eva está orando de rodillas, el ángel de la humanidad (probablemente Miguel) llega y le muestra el espíritu de Adán yendose de su cuerpo y ascendiendo a Dios. (capítulos 31–32)
- Los capítulos 33–41 narran, con gran riqueza en detalles litúrgicos, el funeral de Adán.
  - Un carruaje de luz, llevado por cuatro águilas brillantes con serafines y ángeles, llega donde descansa el cuerpo de Adán. Los siete cielos están abiertos y Set explica a su madre quiénes son las dos temibles figuras de luto: el sol y la luna, privadas de su luz, porque Dios está presente. Dios se muestra piadoso por Adán, quien es limpiado tres veces en agua antes de ser llevado ante Dios. Dios extiende su brazo y entrega a Adán a Miguel para que lo lleve al tercer cielo hasta el último día. (Capítulos 33–37)
  - El carruaje y todos los ángeles llevan el cuerpo de Adán al Jardín y lo ponen en la tierra. Únicamente Set puede observar la escena. El cuerpo está cubierto con ropa de lino y se vierte sobre él aceite aromático. El cuerpo de Abel también, que hasta entonces la tierra se había negado a recibir, es llevado al mismo lugar. Ambos cuerpos son enterrados en el lugar en el que Dios tomó la arcilla para crear a Adán. Dios llama a Adán, cuyo cuerpo responde desde la tierra. Dios promete a Adán que él y todos los de su simiente se levantarán otra vez. (capítulos 38–41)
- Seis días más tarde, Eva pide ser enterrada cerca de Adán y muere orando al Señor. Tres ángeles entierran a Eva cerca de Adán, y Miguel le dice a Set nunca llorar en Sabbath. (Capítulos 42–43)

## La Vida de Adán y Eva (versión latina)
La principal edición de esta versión latina (Vita Adami et Evae) es la de W. Meyer en 1878 basada en los manuscritos S, T, M de los siglos IX, X y XII. Más tarde, Mozley preparó una edición nueva y ampliada basada principalmente en manuscritos conservados en Inglaterra, de los cuales el más importante es el manuscrito A.

### Contenido
La historia empieza inmediatamente después del destierro de Adán y Eva del Jardín de Edén y continúa hasta sus muertes.
- Después de ser expulsados del Jardín de Eden, van al oeste y después de seis días están hambrientos, pero la única comida que encuentran es para animales. Deciden hacer penitencia para pedir piedad al Señor y regresar al Jardín.
- Adán explica a Eva como hacer penitencia: se queda cuarenta y siete días inmerso en el río Jordán y Eva cuarenta días en el helado Tigris. Adán entra en el Jordán y reza al Señor junto con todas las criaturas del río. (capítulos 1–8)[15]
- Satanás se disfraza como un ángel brillante y la convence de que no lo haga. Eva regresa hacia Adán, quien le reprocha. Eva yace postrada de dolor. Adán reniega sobre la persecución de Satanás hacia ellos, a lo que Satanás explica que él y sus seguidores rechazaron la orden de Dios de adorar a Adán, la imagen de Dios, y a Dios mismo. Así que Satanás con sus ángeles fueron expulsados del cielo, privados de su gloria por lo que empezaron a envidiar a los hombres. Adán, no afectado por la historia, hace cuarenta días de penitencia en el Jordán. (capítulos 9–17)
- Eva está tan afligida que dej a Adán y se va sola hacia el oeste, entre lamentos y llantos. Cuando llega el momento de dar a luz, está sola. Adán la alcanza y reza al Señor: a causa de su plegaria muchos ángeles llegan para ayudarla en el parto: Caín nace e inmediatamente es capaz de correr. Regresan al este. Miguel es enviado por el Señor para enseñar agricultura a Adán. (capítulos 18–22)
- Abel nace. Eva sueña que Caín bebe la sangre de Abel. Adán y Eva hacen de Caín un agricultor y de Abel un pastor para separarlos uno del otro. Pero Caín asesina a Abel (no hay ningún rastro de la historia común que se encuentra en otras fuentes en la que Caín y Abel tuvieron hermanas gemelas, y Cain cometiendo el asesinato de Abel se pasa rápidamente). Set nace en lugar de Abel, junto con otros 30 hijos y 30 (o 32) hijas. (capítulos 23–24). Los Libros Olvidados del Edén: El Primer Libro de Adán y Eva: Capítulo LXXIV:5–10; página 58 Caín y su hermana gemela Luluwa nacen y Capítulo LXXV:11; página 59 Abel y su hermana gemela Aklia nacen. Los Libros Olvidados del Edén: El Segundo Libro de Adán y Eva: Capítulo 2:8 "En cuanto a Adán, no volvió a conocer a su esposa Eva, de todos los días de su vida; tampoco hubo más descendencia nacida de ellos; sólo aquellos cinco, Caín, Luluwa, Abel, Aklia," y Set. Josephus en las notas al final 8) "El número de los niños de Adán, como dice la antigua tradición fue de treinta y tres(33) hijos, y veintitrés(23) hijas."
- Adán cuenta a Set que, después de la Caída, fue llevado hacia el Paraíso de virtud y vio un carruaje con el Señor sentado en él entre ángeles (un merkabah). Adán adoró al Señor, quién le prometió que el conocimiento no le será arrebatado a la semilla de Adán nunca. Adán continúa contando brevemente a Seth la historia del mundo hasta Juicio Final (el período del Segundo Templo está marcado como un tiempo de iniquidad pero la destrucción del Templo no es narrada). (capítulos 25–29)
- Cuando Adán agoniza, enfermo y en dolor, quiere bendecir a todos sus hijos e hijas, quiénes no saben qué son las enfermedades ni el dolor. Adán les cuenta a ellos la historia de la Caída. Set y Eva viajan a las puertas del Jardín para suplicar para algo del aceite del Árbol de Vida. En el camino Set es atacado y mordido por la Serpiente, que se aleja cuando Set se lo ordena. En las puertas del Jardín, Miguel rechaza darles el aceite. A su regreso, Adán le dice a Eva: "Qué has hecho? Una gran plaga has traído sobre nosotros, transgresión y pecado para todas nuestras generaciones." (capítulos 30–44)
- Adam muere en la edad de 930 y el sol, la luna y las estrellas se oscurecen por siete días. El alma de Adán es encargada a Miguel hasta el día del Juicio, cuando su pena será convertida en alegría. Dios y algunos ángeles entierran su cuerpo y el de Abel. (capítulos 45–49)
- Eva percibe que morirá y reúne a todos sus hijos e hijas para su testamento, pronosticando doble juicio por agua (probablemente el diluvio) y fuego. Set es encargado de escribir en dos tabletas la vida de sus padres. (capítulos 49–50)
- Seis días más tarde, Eva muere, y Miguel le dice a Set nunca llorar en el Sabbath. (capítulo 51)
- Capítulos 52–57 incluyen varias tradiciones adicionales: las tabletas escritas por Set sobre las vidas de sus padres son puestas en el sitio que Adán utilizaba para rezar, que es el Monte de Templo .[16] Únicamente Salomón pudo leerlas. La entrada de Adán al Jardín sólo cuarenta días después de su creación (ochenta para Eva). La explicación de las ocho partes del cuerpo de Adán y el origen del nombre Adán.

Solo la trama de los capítulos 23–24, 30–49, 51 son comunes con aquellos del Apocalipsis de Moisés, aunque con grandes diferencias en los detalles. Los capítulos 15–30 (la narración de Eva) del Apocalipsis de Moisés no tiene paralelo en la versión latina de La Vida de Adán y Eva. La penitencia de Adán y Eva en el agua puede ser encontrada también en el posterior Conflicto de Adán y Eva con Satanás.

## La Vida de Adán y Eva (versión eslava)
La versión eslava de La Vida de Adán y Eva fue publicada por Jagic junto con una traducción al latín en 1893. Esta versión concuerda con la mayor parte del Apocalipsis (griego) de Moisés. Tiene, además, una sección, §§ 28–39, la cual, aunque no se ha encontrado en el texto griego, se encuentra en la versión latina de La Vida de Adán y Eva. Esto incluye también algo de material único.

## La Penitencia de Adán (versión armenia)
Esta versión armenia de La Vida de Adán y Eva fue primero publicada en 1981 por Stone y está basada en tres manuscritos. Fue probablemente traducida al armenio desde el griego y toma su sitio junto a las versiones en griego y latín como un testimonio importante al libro de Adán. Un libro diferente es el Libro de Adán (versión armenia), el cual sigue de cerca el texto del Apocalipsis de Moisés.

El contenido de la Penitencia (armenia) de Adán incluye ambos las penitencias en los ríos (no encontrada en la versión griega) y el relato de Eva de la Caída (no encontrada en la versión latina).

## Archivo
El Archivo de Adán y Eva es un proyecto actual por Gary A. Anderson y Michael E. Stone para presentar todos los textos originales tanto en su idioma original como traducidos. Actualmente contiene traducciones al inglés de los textos más importantes y una guía sinóptica que permite al lector saltar fácilmente de una sección en una fuente hacia secciones paralelas en otras fuentes.